# Тер Бек, Карин
Карин Анюшка тер Бек (нидерл. Carin Anuschka ter Beek; род. 29 декабря 1970) — голландская спортсменка, гребчиха, призёр чемпионата мира по академической гребле, а также Летних Олимпийских игр 2000 года.

## Биография
Карин Анюшка тер Бек родилась 29 декабря 1970 года в нидерландском городе Гронингене. Тренировалась в клубе «Proteus-Eretes DSRV», (Делфт). Профессиональную карьеру гребца начала с 1996 года.
Первые профессиональные соревнования на международной арене в которых тер Бик приняла участие был чемпионат мира по академической гребле 1996 года в Глазго, Великобритания (1996 WORLD ROWING CHAMPIONSHIPS). В финале заплыва четверок без рулевой голландская команда гребцов с результатом 07:04.240 не прошла квалификацию в финал соревнования.
Бронзовая медаль в активе тер Бек была выиграна на чемпионате мира по академической гребле 1998 года в Кёльне, Германия. Голландская четвёрка с рулевой заняла третье место в финальном заплыве. С результатом 6:32.73 они уступили первенство соперницам из Канады (6:31.90 — 2е место) и Украины (6:30.63 — 1е место).
На Летних Олимпийских играх 2000 года в Сиднее команда тер Бек финишировала второй и выиграла серебряные медали в заплыве восьмерок с рулевой. С результатом 06:09.390 голландские гребцы уступили первенство соперницам из Румынии (06:06.440 — 1е место), но обогнали канадок (06:11.580 — 3е место).